# Karel Miry
Karel Miry (Gant, 14 d'agost de 1823 - 3 d'octubre de 1889) fou un director d'orquestra i compositor belga.
Va fer els seus estudis a París, i al retornar a la seva ciutat natal fou nomenat director d'orquestra del Gran Teatre i professor de composició del Conservatori, on entre d'altres alumnes tingué a Jozef Van der Meulen. Fou el primer que treballà en el renaixement de l'òpera flamenca, encara que també en va compondre algunes en francès.
Llista no exhaustiva de les principal òperes:
- Brigitta (1847);
- Anne Mie (1853);
- Charles Quint (1856);
- Bouchard d'Avesnes (Gant, 1864);
- Marie van Burgondie ()Gant, 1864);
- De Keizer bij de Boeren (Gant, 1866);
- De Occasie maakt den dief (Gant, 1866);
- Tren Acherman (Brussel·les, 1867);
- Brutus en Cesar (Gant, 1867);
- Le mariage de Margueritte (Brussel·les, 1867);
- Een Engel op watch (Anvers, 1869);
- Drie Koningen Avoud (1870);
- La Saint-Lucas (1870);
- Het Dreiekoningenfeest (1876);
- La rose d'or, Le poète et son ideal, etc.

A aquestes obres s'han d'afegir tres balls d'espectacle, cantates, cors, i composicions per a banda.